# Josh Boswell
Joshua Bryan Boswell (Los Ángeles, California, 5 de febrero de 1985) es un actor estadounidense, conocido por su papel  de "Christian" en el álbum 21st Century Breakdown de la banda Green Day.

## Carrera
Boswell actualmente realizó el papel de "Christian" en el álbum de Green Day, 21st Century Breakdown, de los cuales, participó en el vídeo de 21 Guns También hizo un papel pequeño en la película Boy Culture (2006) y Resident Butch (2009). El papel con el que se dio a conocer fue en el vídeo de los Jonas Brothers, Lovebug, que protagonizó junto con Camilla Belle.

## 21st Century Breakdown
Joshua Boswell protagoniza a Christian, un joven que traumatizado por su pasado, se obsesiona con la muerte. En su papel su mayor preocupación es su novia Gloria (protagonizada por Lisa Stelly), su papel más que impulsivo se describe a sí mismo como un completo desastre. 

## Filmografía
| Año  | Película       | Personaje     | Notas |
| ---- | -------------- | ------------- | ----- |
| 2006 | Boy Culture    | Joe           |       |
| 2009 | Resident Butch | Young Renaldo |       |

- Datos: Q6288692